# Giant’s Grave (Cherry Hinton)
Giant’s Grave (auch als „The Spring“, „Springhead“ oder „Robin Hood Dip“ bekannt) ist eine Seeinsel in einem Quellenteich auf dem Gelände von Cherry Hinton Hall im alten Ortsteil „Mill End“ von Cherry Hinton, einem Stadtteil von Cambridge in England.
Die Insel soll nach dem Riesen Gogmagog benannt sein, der der Legende nach in der Nähe lebte. Der Name kann aber auch von einigen eisenzeitlichen Bestattungen stammen, die laut der Cherry Hinton Chronicle von 1854 auf dem Lime Kiln Hill ausgegraben wurden, wo die Skelette ungewöhnlich groß waren, und wo 1980 eine römische Villa ausgegraben wurde.
Das Gelände ist seit 1941 ein öffentlicher Park.